# Morgan Woodward
Thomas Morgan Woodward (* 16. September 1925 in Fort Worth, Texas; † 22. Februar 2019 in El Paso de Robles, Kalifornien) war ein US-amerikanischer Schauspieler.

## Leben und Karriere
Der Sohn eines Arztes gab 1956 in dem Western In geheimer Mission sein Filmdebüt. Es folgten zahlreiche Filme und Fernsehserien, wobei Western seine besondere Spezialität blieben. In diesen wurde der hochgewachsene, athletische Darsteller oft als Schurke, gelegentlich aber auch als Gesetzeshüter besetzt. Neben Paul Newman war er 1967 im Filmklassiker Der Unbeugsame als stummer, stets Sonnenbrille tragender „Boss Godfrey“ zu sehen.
Im Fernsehen trat er in einem Zeitraum von 17 Jahren in 19 Folgen der langlebigen Fernsehserie Rauchende Colts auf, womit er den Rekord hält, häufigster Gastdarsteller dieser Serie zu sein. Bei Raumschiff Enterprise war er als Gastdarsteller in den Episoden Das Jahr des roten Vogels und Der Zentralnervensystemmanipulator zu sehen. In Deutschland wurde Woodward hauptsächlich durch seine Mitwirkung in der US-Serie Dallas berühmt. Dort spielte er die Rolle des Ölbarons Punk Anderson, der für die jungen Ewing-Söhne eine Art väterliche Beratungsfunktion hat, in insgesamt 55 Folgen zwischen 1980 und 1987. Im Jahr 1997 zog Morgan Woodward sich nach über 125 Film- und Fernsehproduktionen von der Schauspielerei zurück.
Woodward war ab 1950 mit Enid Anne Loftis verheiratet, das Paar hatte ein Kind. 1988 bekam er den Golden Boot Award für sein Lebenswerk verliehen. Der Schauspieler starb im Februar 2019 im Alter von 93 Jahren in seinem Haus in Kalifornien.

## Filmografie (Auswahl)
- 1956: In geheimer Mission (The Great Locomotive Chase)
- 1956: Zug der Furchtlosen (Westward Ho, the Wagons!)
- 1957: Drei Schritte vor der Hölle (Slaughter on 10th Avenue)
- 1957–1958: Rauchende Colts (Gunsmoke; Fernsehserie, 19 Folgen)
- 1958: Der weiße Teufel von Arkansas (Ride a Crooked Trail)
- 1958–1961: Wyatt Earp greift ein (The Life and Legend of Wyatt Earp; Fernsehserie, 81 Folgen)
- 1958–1965: Wagon Train (Fernsehserie, 12 Folgen)
- 1960–1971: Bonanza (Fernsehserie, 8 Folgen)
- 1962: Perry Mason (Fernsehserie, 1 Folge)
- 1963: Stadt ohne Sheriff (The Gun Hawk)
- 1963–1969: Die Leute von der Shiloh Ranch (The Virginian; Fernsehserie, 3 Folgen)
- 1965: Das Schwert des Ali Baba (The Sword of Ali Baba)
- 1966: Der Colt ist das Gesetz (Gunpoint)
- 1966/1968: Raumschiff Enterprise (Star Trek; Fernsehserie, 2 Folgen)
- 1967: Der Unbeugsame (Cool Hand Luke)
- 1968: Die fünf Vogelfreien (Firecreek)
- 1968: Ihr Auftritt, Al Mundy (It Takes a Thief; Fernsehserie, 1 Folge)
- 1969: Frank Patch – Deine Stunden sind gezählt (Death of a Gunfighter)
- 1970: Rauhes Land (The Wild Country)
- 1973: Die Ungezähmten (Running Wild)
- 1973: Ein Kamel im wilden Westen (Our Little Indian)
- 1974: Der Mitternachtsmann (The Midnight Man)
- 1974: Megaman – Ein Söldner dreht durch (Ride in a Pink Car)
- 1974/1975: Petrocelli (Fernsehserie, 2 Folgen)
- 1974/1978: Die Waltons (The Waltons; Fernsehserie, 2 Folgen)
- 1975: Der letzte Ritt der Daltons (The Last Day; Fernsehfilm)
- 1976: Die Ermordung eines chinesischen Buchmachers (The Killing of a Chinese Bookie)
- 1976: Jagdzeit in Texas (A Small Town in Texas)
- 1977: Wie geht´s aufwärts? (Which Way Is Up?)
- 1978: Die andere Seite der Hölle (The Other Side of Hell; Fernsehfilm)
- 1979: Der unglaubliche Hulk (The Incredible Hulk) (Fernsehserie, 1 Folge)
- 1980: Sador – Herrscher im Weltraum (Battle Beyond the Stars)
- 1980–1987: Dallas (Fernsehserie, 55 Folgen)
- 1982: Polizeirevier Hill Street (Hill Street Blues; Fernsehserie, 5 Folgen)
- 1982–1985: Ein Colt für alle Fälle (The Fall Guy; Fernsehserie, 2 Folgen)
- 1983: Knight Rider (Fernsehserie, 1 Folge)
- 1983–1984: Das A-Team (The A Team; Fernsehserie, 3 Folgen)
- 1987: Zeit der Sehnsucht (Days of Our Lives; Fernsehserie)
- 1988: Das Kansas-Komplott (Dark Before Dawn)
- 1989: Mord ist ihr Hobby (Murder, She Wrote; Fernsehserie, 1 Folge)
- 1990: 21 Jump Street – Tatort Klassenzimmer (21 Jump Street; Fernsehserie, 1 Folge)
- 1992: Rauchende Colts: Faustrecht des Westens (Gunsmoke: To the Last Man; Fernsehfilm)
- 1995: Akte X – Die unheimlichen Fälle des FBI (The X Files; Fernsehserie, 1 Folge)
- 1997: Millennium – Fürchte deinen Nächsten wie Dich selbst (Millennium; Fernsehserie, 1 Folge)